# Maria Magdalena (album)
Maria Magdalena är den svenska artisten Lena Philipssons trettonde soloalbum och gavs ut på CD den 5 juni 2020 av Playground Music Scandinavia. Det var Philipssons första album sedan 2015 och samtliga låtar skrevs av Philipsson. Skivan producerades av Anders Hansson, som även producerade Philipssons föregående album Jag är ingen älskling från 2015. Första singeln "Maria Magdalena" gavs ut digitalt den 31 maj 2019.
Albumet debuterade på Sverigetopplistan den 12 juni 2020 och låg kvar i totalt nio veckor. Albumet placerade sig som högst på en sjätteplats.

## Promotion
I samband med att den första singeln, "Maria Magdalena", gavs ut 19 juni 2019 kom även en musikvideo via Philipssons youtube-kanal och instagram-konto. I musikvideon sågs Philipsson utföra typiska vardagssysslor iklädd en lång paljettklänning i blått. Hela videon filmades av Philipssons dotter Saga i Berlin, regisserades av Philipsson och redigerades av dem båda. Liknande videor släpptes även i samband med de senare singlarna. Philipsson har via sitt instagram-konto berättat att en musikvideo kommer att produceras till vardera låt på albumet.
Under sommaren 2019 framförde Philipsson titelspåret och första singeln "Maria Magdalena" i en rad olika svenska tv-produktioner, bland annat Lotta på Liseberg, Allsång på Skansen och Sommarkrysset. Under alla tre framträdandena bar Philipsson långklänning med paljetter, en färg för varje framträdande. Låten framfördes även av Philipsson under Bingolottos årliga uppesittarkväll i TV4 23 december 2019. I samma program framförde Philipsson även albumets tredje singel, "Du är aldrig ensam". "Maria Magdalena" framfördes också under QX Gaygalan 2020 3 februari 2020.
Den 24 juli 2020 gavs en EP ut, med tre remixer på albumets fjärde singel "En stilla depression". 

## Låtlista
| Nr | Titel                   | Kompositör      | Textförfattare  | Producent      | Längd |
| -- | ----------------------- | --------------- | --------------- | -------------- | ----- |
| 1. | Maria Magdalena         | Lena Philipsson | Lena Philipsson | Anders Hansson | 3:25  |
| 2. | Lära så länge man lever | Lena Philipsson | Lena Philipsson | Anders Hansson | 3:52  |
| 3. | En stilla depression    | Lena Philipsson | Lena Philipsson | Anders Hansson | 3:08  |
| 4. | Höra hur du mår         | Lena Philipsson | Lena Philipsson | Anders Hansson | 3:56  |
| 5. | Du är aldrig ensam      | Lena Philipsson | Lena Philipsson | Anders Hansson | 3:09  |
| 6. | Stockholm               | Lena Philipsson | Lena Philipsson | Anders Hansson | 3:21  |
| 7. | Du ljuger               | Lena Philipsson | Lena Philipsson | Anders Hansson | 2:51  |
| 8. | Han går på vatten       | Lena Philipsson | Lena Philipsson | Anders Hansson | 3:45  |
| 9. | Är det försent          | Lena Philipsson | Lena Philipsson | Anders Hansson | 3:27  |